# Brottskod
Brottskod är en dokumentär TV-serie som i varje avsnitt avhandlar ett avsnitt ur den svenska kriminalhistorien. Serien är skapad av producent Pål Hollender tillsammans med  Fredrik Johnsson och Kristofer Hansson som tidigare gjort P3 Dokumentär i radio.

## Säsong 1
| Avsnitt | Datum             | Innehåll                         | Medverkande        |
| ------- | ----------------- | -------------------------------- | ------------------ |
| 1       | 22 augusti 2013   | Örnligan                         | Liam Norberg       |
| 2       | 29 augusti 2013   | Trustorhärvan                    | Thomas Jisander    |
| 3       | 5 september 2013  | Helikopterrånet                  | Alexander Eriksson |
| 4       | 12 september 2013 | Konstkuppen                      | Tommy Lindström    |
| 5       | 19 september 2013 | Kidnappningen av Erik Westerberg | Lars Westerberg    |
| 6       | 26 september 2013 | Maskeradligan                    |                    |
| 7       | 3 oktober 2013    | Ioan Ursut                       |                    |
| 8       | 10 oktober 2013   | Anders Adali                     | Anders Adali       |

### Mottagande
Avsnitt 2 om Trustorhärvan beskrevs av DN:s Johan Croneman som "lysande och avslöjande", och att "sättet som de till exempel lät den snövita och oskuldsfulla (!?) Thomas Jisander dra ner brallorna på sig själv" var ett "journalistiskt mästerverk". Jisander fick framföra att han inte gjort några som helst fel utan bara handlat i god tro, blivit skamligt utnyttjad, och därefter dessutom kränkt av det svenska rättsväsendet, något som Croneman sarkastiskt kommenterar "Vilket äkta brottsoffer. Stackars kille". Jisander framhöll också att det inte fanns några ekonomiska offer i den här historien, då ingen förlorade några pengar - men då tänkte han inte på skattebetalarna, det allmänna, åklagare, polis och domstolar som blev skinnade och blåsta.

## Säsong 2
| Avsnitt | Datum            | Innehåll                               | Medverkande                    |
| ------- | ---------------- | -------------------------------------- | ------------------------------ |
| 1       | 22 januari 2015  | Peter Rätz                             | Peter Rätz                     |
| 2       | 29 januari 2015  | Akallarånet                            | Tommy                          |
| 3       | 5 februari 2015  | Stureplansmorden                       |                                |
| 4       | 12 februari 2015 | Gotabankskuppen 1992                   | Roberto                        |
| 5       | 19 februari 2015 | Bombmannen                             | ?                              |
| 6       | 26 februari 2015 | Gryningspyromanen                      | ?                              |
| 7       | 5 mars 2015      | Konstkuppen mot Nationalmuseum 2000    | "Simon", Alexander Petrov m.m. |
| 8       | 12 mars 2015     | Värdetransportrånet i Bräkne-Hoby 2003 | ?                              |

## Utmärkelser
- 2013 - Nominerad till Nöjesguidens Stockholmspriset 2013 för årets media
- 2014 - Vinnare av "Årets visuella uttryck" av Ria, TV-producenternas pris.
- 2014 - Nominerad till "Årets Foto" av Ria, TV-producenternas pris.
- 2014 - Nominerad till "Årets dokumentärprogram" under Kristallen 2014.
- 2015 - Vinnare av Gyllene Snittet för "årets TV-Fotograf" som delas ut av TvF.
- 2015 - Nominerad till "Årets dokumentärprogram" under Kristallen 2015.